# GSC2594-1731
GSC2594-1731 — хімічно пекулярна зоря спектрального класу A5, що має видиму зоряну величину в смузі V приблизно  9,9.

## Пекулярний хімічний склад
Зоряна атмосфера GSC2594-1731 має підвищений вміст 
Eu
.